# Objecte clàssic del cinturó de Kuiper
Un objecte clàssic del cinturó de Kuiper és un objecte del cinturó de Kuiper que orbita a més de 41 ua del Sol i no presenta ressonàncies orbitals amb els planetes exteriors del sistema solar. Constitueixen un dels tipus de planeta nan.
Tot i que la Unió Astronòmica Internacional recomana de prescindir d'aquesta denominació, també rep el nom de cubewano, mot que es deriva del primer objecte transneptunià descobert, anomenat QB1; la pronúncia en anglès és "kiu-bi-wan", i d'aquí el nom.
Alguns objectes clàssics del cinturó de Kuiper descoberts són:
- (15760) 1992 QB1
- (19521) Caos
- (20000) Varuna
- (50000) Quaoar
- (53311) Deucalion
- (58534) Logos
- (486958) 2014 MU69